# Aarne Pekkalainen
Johan Anders „Juho Aarne“ Pekkalainen (* 20. Mai 1895 in Wyborg; † 19. März 1958 in Turku) war ein finnischer Segler.
Gemeinsam mit Jacob Björnström, Bror Brenner, Allan Franck, Erik Lindh, Waldemar Björkstén und Harry Wahl trat er für das Großfürstentum Finnland bei den Olympischen Spielen 1912 in Stockholm an und gewann auf dem Schiff Nina die Silbermedaille in der 10-Meter-Klasse.
Pekkalainen wird in einigen Ergebnislisten unter dem Namen Adolf Pekkalainen geführt.